# 薩多韋 (尼科波爾區)
47°43′42″N 34°52′17″E / 47.72833°N 34.87139°E
薩多韋（烏克蘭語：Садове），是烏克蘭中部的村落，隸屬第聶伯羅彼得羅夫斯克州尼科波爾區的托馬基夫卡市鎮。該村距離扎波里茨凱2公里，海拔高度108米，2001年人口94。